# Tricentra flavimarginata
Tricentra flavimarginata là một loài bướm đêm trong họ Geometridae.